# Governo Salandra II
Il Governo Salandra II è stato il cinquantesimo esecutivo del Regno d'Italia, il secondo guidato da Antonio Salandra.  
Esso, nato in seguito alle dimissioni del governo precedente, è stato in carica dal 5 novembre 1914 al 18 giugno 1916 (sebbene già dimissionario dal precedente 12 giugno), per un totale di 591 giorni, ovvero 1 anno, 7 mesi e 13 giorni.
Il governo fu il primo a vedere una prima partecipazione del Partito Repubblicano Italiano (PRI), nonché un ritorno di alcuni Militari nel ruolo di ministri, accaduto l’ultima volta con i Governi Pelloux.

## Compagine di governo
| Partito | Partito                       | Presidente | Ministri | Sottosegretari | Totale |
| ------- | ----------------------------- | ---------- | -------- | -------------- | ------ |
|         | Unione Liberale (Italia)      | 1          | 11       | 11             | 23     |
|         | Militare                      | -          | 2        | 4              | 6      |
|         | Partito Repubblicano Italiano | -          | 1        | -              | 1      |

Con l’appoggio esterno di Partito Democratico Costituzionale Italiano, Unione elettorale cattolica italiana, Partito Democratico, Cattolici Conservatori e Associazione Nazionalista Italiana.

### Situazione parlamentare
NOTA: Nonostante ormai le dinamiche parlamentari sulla fiducia (che venivano spesso attuate indirettamente e tramite vari ordini del giorno), avevano ormai portato ad una prassi di forte rilevanza stratificata e abbastanza consolidata dell’organo legislativo e della Monarchia parlamentare, con un’evidente evoluzione in senso democratico della responsabilità politica, essa fu ciononostante solo una convenzione costituzionale. Ufficialmente infatti, ai tempi del Regno d'Italia, poiché secondo lo Statuto Albertino il governo rispondeva concretamente al solo Re (il quale, dando egli stesso una prima fiducia al governo, aveva il potere di far resistere l’esecutivo ad un voto della Camera dei deputati, come alcune volte fece), il rapporto con il Parlamento in senso moderno non era pienamente obbligatorio (ed in tal senso vari sono stati i casi di formazione o sopravvivenza di un governo palesemente privo di tale supporto), pur diventato oramai fondamentale (e più affine alla forma moderna solo successivamente, specie con l’ascesa dei partiti di massa e con l’introduzione del sistema proporzionale). Per questo motivo, il grafico sottostante espone, secondo ricostruzioni e dichiarazioni, nonché secondo la composizione del governo ed anche secondo il voto effettivamente subìto, il supporto che questo ha ottenuto a fini puramente enciclopedici e storici, tenendo conto della facile mutevolezza delle forze politiche e del contesto storico-politico.
Al momento della sua formazione, il 5 novembre 1914:
| Camera              | Collocazione     | Partiti                                                    | Seggi     |
| ------------------- | ---------------- | ---------------------------------------------------------- | --------- |
| Camera dei deputati | Maggioranza      | UL (265), PRI (8)                                          | 273 / 508 |
| Camera dei deputati | Appoggio esterno | PDCI (29), UECI (20), PD (11), CC (9), REP-D. (9), ANI (5) | 83 / 508  |
| Camera dei deputati | Opposizione      | PR (62), PSI (52), PSRI (19), RAD-D. (11), SOC-IND (8)     | 152 / 508 |

Al momento della sua caduta, il 10 giugno 1915:
| Camera              | Collocazione | Partiti                                                           | Seggi     |
| ------------------- | ------------ | ----------------------------------------------------------------- | --------- |
| Camera dei deputati | Governo      | UL (189), PRI (8)                                                 | 197 / 508 |
| Camera dei deputati | Astensione   | PDCI (29), UECI (20), PD (11), CC (9), REP-D. (9), ANI (5)        | 83 / 508  |
| Camera dei deputati | Opposizione  | PR (62), PSI (52), PSRI (19), RAD-D. (11), SOC-IND (8), UL-D. (6) | 158 / 508 |
| Camera dei deputati | Non votanti  | UL-D. (153)                                                       | 153 / 508 |

## Composizione
| Carica                                | Titolare                                                       | Titolare                                             | Titolare                                                | Sottosegretari |
| Presidenza del Consiglio dei ministri | Presidenza del Consiglio dei ministri                          | Presidenza del Consiglio dei ministri                | Presidenza del Consiglio dei ministri                   | Sottosegretario di Stato alla Presidenza del Consiglio |
| ------------------------------------- | -------------------------------------------------------------- | ---------------------------------------------------- | ------------------------------------------------------- | --- |
| Presidente del Consiglio dei ministri |                                                                |                                                      | Antonio Salandra (UL)                                   | Carica non assegnata |
| Ministri senza portafoglio            | Ministri senza portafoglio                                     | Ministri senza portafoglio                           | Ministri senza portafoglio                              | Sottosegretario |
| Ministro senza portafoglio            |                                                                |                                                      | Salvatore Barzilai (PRI)                                | Carica non assegnata |
| Ministero                             | Ministri                                                       | Ministri                                             | Ministri                                                | Sottosegretario |
| Affari esteri                         |                                                                |                                                      | Sidney Sonnino (UL)                                     | Luigi Borsarelli di Rifreddo |
| Interno                               |                                                                |                                                      | Antonio Salandra (UL)                                   | Giovanni Celesia di Vegliasco |
| Agricoltura, Industria e Commercio    |                                                                |                                                      | Giannetto Cavasola (UL)                                 | Vittorio Cottafavi |
| Colonie                               |                                                                |                                                      | Ferdinando Martini (UL)                                 | Gaetano Mosca |
| Finanze                               |                                                                |                                                      | Edoardo Daneo (UL)                                      | Antonio Baslini |
| Tesoro                                |                                                                |                                                      | Paolo Carcano (UL)                                      | Ugo Da Como |
| Grazia e Giustizia e Culti            |                                                                |                                                      | Vittorio Emanuele Orlando (UL)                          | Pietro Chimienti |
| Guerra                                |                                                                |                                                      | Vittorio Zupelli (Indipendente) (fino al 4 aprile 1916) | - Augusto Elia (fino al 9 luglio 1915) - Alfredo Dallolio (dal 9 luglio 1915 al 6 aprile 1916) - Vittorio Luigi Alfieri (dal 7 aprile 1916 al 18 giugno 1916) |
| Guerra                                |                                                                | Paolo Morrone (Militare) (dal 4 aprile 1916)         |                                                         | - Augusto Elia (fino al 9 luglio 1915) - Alfredo Dallolio (dal 9 luglio 1915 al 6 aprile 1916) - Vittorio Luigi Alfieri (dal 7 aprile 1916 al 18 giugno 1916) |
| Lavori Pubblici                       |                                                                |                                                      | Augusto Ciuffelli (UL)                                  | Achille Visocchi |
| Marina                                |                                                                |                                                      | Leone Viale (Militare) (fino al 23 settembre 1915)      | Augusto Battaglieri |
| Marina                                | Antonio Salandra (UL) Ad interim (dal 23 al 29 settembre 1915) |                                                      |                                                         | Augusto Battaglieri |
| Marina                                |                                                                | Camillo Corsi (Militare) (fino al 23 settembre 1915) |                                                         | Augusto Battaglieri |
| Poste e Telegrafi                     |                                                                |                                                      | Vincenzo Riccio (UL)                                    | Girolamo Marcello |
| Pubblica Istruzione                   |                                                                |                                                      | Pasquale Grippo (UL)                                    | Giovanni Rosadi |

## Cronologia

### 1914
- 5 novembre - Il governo giura dinnanzi al Re.
- 18 dicembre - Al fine di evitare l'entrata in guerra dell'Italia, l'ex-cancelliere tedesco Bernhard von Bülow viene incaricato di trattare la cessione di alcuni territori austriaci o nell'Adriatico (Missione von Bülow); il rifiuto di Vienna a qualsiasi cessione all'Italia causerà il fallimento dell'operazione.

### 1915
- 13 gennaio - Un terribile terremoto di magnitudo 7.0 colpisce la Marsica (Abruzzo), causando la morte di 30 000 persone. Il governo dunque, dopo un dispiegamento iniziale molto rallentato a causa delle condizioni e delle preparazioni per l’entrata in guerra, interviene con alcune squadre del Regio esercito. In seguito, con il Regio Decreto del 29 aprile, n. 573, si avviò il processo di ricostruzione, istituendo, pochi mesi dopo, uno dei più grandi campi di concentramento della prima guerra mondiale ad Avezzano, il centro maggiore (in località Borgo Pineta), impiegando circa 15 000 prigionieri austro-ungarici e dei soldati rumeni della Legione Romena d'Italia, che realizzarono diverse altre opere.
- 26 aprile - Viene siglato il Patto di Londra tra l'Italia e la Triplice intesa; l'accordo, rimasto segreto fino alla rivoluzione russa del 1917 e l'esposizione degli archivi zaristi, prevedeva l'entrata in guerra dell'Italia sul lato dell'Intesa in cambio di Trentino, Trieste e Dalmazia, oltre ad alcune rivendicazioni coloniali.
- 7 maggio - Viene affondata dalla marina tedesca la nave commerciale statunitense RMS Lusitania, diretta verso il Regno Unito; l'incidente sarà uno dei pretesti per il futuro intervento americano nella guerra
  - Nello stesso periodo, in Italia inizia il periodo del "radioso maggio", che vede le piazze mobilitate e divise in favore della neutralità o dell'intervento.
- 13 maggio - Alla vigilia dell’ingresso dell’Italia in guerra, il Presidente del Consiglio Salandra rassegna le sue dimissioni al Re, apponendo le necessità di un esecutivo che possa far efficacemente fronte alla guerra. Il Re tuttavia, tenuto conto delle circostanze, rifiuta le dimissioni.
- 24 maggio - L'Italia dichiara guerra all'Austria-Ungheria, contro le aspettative dell'Intesa per un intervento contro tutti gli Imperi centrali. A guida dell’esercito è posto il gen. Luigi Cadorna.
- 21 agosto - L'Italia estende la dichiarazione di guerra all'Impero ottomano.
- 19 ottobre - L'Italia estende la dichiarazione di guerra alla Bulgaria, entrata in guerra con gli Imperi centrali.

### 1916
- 14 febbraio - La città di Milano subisce i bombardamenti austro-ungarici.
- 15 maggio - Inizia l'offensiva di primavera nel Trentino meridionale; gli italiani non riescono tuttavia a sfondare le difese austriache e viceversa (c.d. Streafexpedition, ossia Spedizione punitiva).
- 10 giugno - In occasione della discussione in merito al disegno di legge autorizzante l’esercizio provvisorio del bilancio per sei mesi, la maggioranza dei deputati espresse la sua sfiducia al governo sulla base delle notizie provenienti dal Trentino. La votazione, che ebbe luogo su un ordine del giorno a firma di Vito Luciani e per divisione vide la prima parte, concernente l’effettiva fiducia, venir respinta con 197 contrari (158 favorevoli, 153 non votanti), mentre la parte legata al disegno in sé venir approvata con 233 favorevoli (0 contrari, 19 astenuti, 256 non votanti).
- 18 giugno - A causa del fallimento ufficiale dell'offensiva italiana in Trentino e nell'Isonzo, Salandra si aliena definitivamente il supporto della Camera, portandolo alle dimissioni (dichiarate il 12 giugno) ed alla sostituzione, nel medesimo giorno dell’accettazione, su istanza del Re, con un governo di unità nazionale presieduto da Paolo Boselli, il quale, giurando contestualmente, terminò l’esperienza dell’esecutivo.[9]